# Vincent Defrasne
Vincent Defrasne (Pontarlier, 1977. március 9. –) francia sílövő. A hivatásos katona sportoló, 1995-óta foglalkozik a biatlonnal.
A felnőttek között 1999-ben állt rajthoz először, a világkupában. A legjobb világkupa eredménye összetettben egy hatodik hely volt, amit a 2005/2006-os sorozatba ért el.
1999-től kezdődően szinte valamennyi világbajnokságon jelen volt. Két alkalommal állhatott eddig a világbajnoki dobogó legfelső fokán: 2001-ben a váltóval, 2009-ben a francia vegyes váltóval. Ezen kívül további egy második, három-három harmadik és negyedik valamint két ötödik helyet szerzett.
Olimpián 2002-ben, Salt Lake Cityben indult először, ahol a váltóval bronzérmet nyert. Négy évvel később, 2006-ban, Olaszországban megnyerte az üldözőversenyt, valamint a váltóval ismét a harmadik helyen végzett.

## Eredményei

### Olimpia
| Év   | Világbajnokság | Versenyszám | Versenyszám | Versenyszám   | Versenyszám | Versenyszám | Versenyszám |
| Év   | Világbajnokság | Egyéni      | Sprint      | Üldözőverseny | Tömegrajtos | Váltó       |             |
| ---- | -------------- | ----------- | ----------- | ------------- | ----------- | ----------- | ----------- |
| 2002 | Salt Lake City | 37          | 21          | 18            | ----        | 3           |             |
| 2006 | Torino         | 34          | 4           | 1             | 11          | 3           |             |
| 2010 | Vancouver      | 26          | 53          | 22            | ----        | 6           |             |

### Világbajnokság
| Év   | Világbajnokság     | Versenyszám | Versenyszám | Versenyszám   | Versenyszám | Versenyszám | Versenyszám  |
| Év   | Világbajnokság     | Egyéni      | Sprint      | Üldözőverseny | Tömegrajtos | Váltó       | Vegyes váltó |
| ---- | ------------------ | ----------- | ----------- | ------------- | ----------- | ----------- | ------------ |
| 1999 | Kontiolahti        | ----        | 57          | 51            | ----        | 12          | ----         |
| 2000 | Oslo Holmenkollen  | 54          | 25          | 32            | ----        | ----        | ----         |
| 2000 | Lahti              | ----        | ----        | ----          | ----        | 10          | ----         |
| 2001 | Pokljuka           | 48          | 10          | 7             | 12          | 1           | ----         |
| 2003 | Hanti-Manszijszk   | 4           | 17          | Nem ért célba | 18          | 13          | ----         |
| 2004 | Oberhof            | 20          | 6           | 4             | 6           | 3           | ----         |
| 2005 | Hochfilzen         | 11          | 10          | 7             | 16          | 5           | ----         |
| 2005 | Hanti-Manszijszk   | ----        | ----        | ----          | ----        | ----        | 6            |
| 2006 | Pokljuka           | ----        | ----        | ----          | ----        | ----        | 3            |
| 2007 | Antholz-Anterselva | ----        | 16          | 3             | 11          | 10          | 2            |
| 2008 | Östersund          | 12          | 54          | 22            | 7           | 5           | ----         |
| 2009 | Phjongcshang       | 21          | 41          | 40            | ----        | 4           | 1            |

### Világkupa
| Helyezés | 70 | 23 | 12 | 14 | 17 | 7 | 6 | 15 | 15 | 35 | 35 |

| 2000/01    | Pokljuka Váltó (VB)                                                                                   | | |
| 2001/02    | | Oberhof Tömegrajtos                                                                                   | Pokljuka Egyéni Salt Lake City Váltó (O)                                                                |
| 2002/03    | Ruhpolding Váltó                                                                                      | | Breznóbánya Váltó Oberhof Váltó                                                                         |
| 2003/04    | | Kontiolahti Váltó                                                                                     | Hochfilzen Váltó Oberhof Váltó (VB)                                                                     |
| 2004/05    | | | |
| 2005/06    | Oberhof Sprint Cesana San Sicario Üldözőverseny (O)                                                   | Östersund Üldözőverseny                                                                               | Östersund Váltó Hochfilzen Váltó Torino Váltó (O) Pokljuka Vegyes váltó (VB)                            |
| 2006/07    | | Pokljuka Tömegrajtos Antholz-Anterselva Vegyes váltó (VB)                                             | Hochfilzen Váltó Pokljuka Üldözőverseny Antholz-Anterselva Üldözőverseny (VB)                           |
| 2007/08    | Kontiolahti Egyéni                                                                                    | | |
| 2008/09    | Phjongcshang Vegyes váltó (VB)                                                                        | Vancouver Váltó                                                                                       | Hochfilzen Váltó                                                                                        |
| 2009/10    | Östersund Váltó                                                                                       | Oberhof Váltó                                                                                         | |
| Összesítés | Egyéni: 1 Sprint: 1 Üldözőverseny: 1 Tömegrajtos: 0 Váltó: 3 Vegyes váltó: 1 ------------ Összesen: 7 | Egyéni: 0 Sprint: 0 Üldözőverseny: 1 Tömegrajtos: 2 Váltó: 3 Vegyes váltó: 1 ------------ Összesen: 7 | Egyéni: 1 Sprint: 0 Üldözőverseny: 2 Tömegrajtos: 0 Váltó: 10 Vegyes váltó: 1 ------------ Összesen: 14 |

- O - Olimpia és egyben világkupa forduló is.
- VB - Világbajnokság és egyben világkupa forduló is.